# Église Saint-Amand de Marval
Pour les articles homonymes, voir Église Saint-Amand.
L'Église Saint-Amand de Marval est une église située à Marval en Haute-Vienne en Nouvelle-Aquitaine en France.
Construite entre le XIe et le XIIe siècle, elle a été détruite en 1569 par les troupes de Coligny, puis restaurée au fil du temps. En 1875, elle a été agrandie avec l'ajout d'une chapelle dédiée à la sainte Vierge.

## Localisation
Situé au centre de Marval, commune de la Haute-Vienne. La grande ville la plus proche est Limoges, qui est située à 43 km au nord-est. 
L'église se dresse au bord de la route départementale D15 qui relie Châlus à Nexon.

## Histoire
La construction de l'église Saint-Amand est estimée selon certaines personnes vers l'an 1000. C'est à cette époque que l'évêque Ranouil de Cohé entreprit la mission de restaurer les édifices sacrés détruits par les Normands et de procéder à de nouvelles constructions,. D'autres personnes affirme cependant que l'église serait plutôt construite au XIIe siècle. Placée sous le vocable de l'évêque saint Armant, elle dépendait de l'Abbaye de Solignac. 
En février 1569, le village fut presque entièrement détruit par les troupes de Coligny, alors en marche pour effectuer la jonction avec le duc des Deux-Ponts. La voûte de l'église fut renversée, et sa cloche fut brisée. La voûte a été remplacée par un plafond en bois et la cloche a été refondue en 1572.
En 1875, une chapelle dédiée à la sainte Vierge est construite sur le côté de l'église.
Le 6 février 1926, l'église est inscrite au titre des monuments historiques.

## Architecture
L'église mêle des éléments architecturaux d'époques diverses. À l'extérieur, son clocher unique s'élève en un seul étage, orné d'arcatures aveugles. Les murs romans de sa souche, maintenu par un contrefort plat et mince, ainsi que des contreforts à lamier moins anciens, marquent sa façade.  
L'abside, de forme polygonale, repose sur une fondation en moellons, soutenu au milieu par un pilastre. Des fenêtres étroites en plein cintre sont colées aux pilastres. La fenêtre centrale, plus grande que les autres, est encadrée de colonnes rejoignant une corniche ornée de masques et de têtes d'animaux.
La façade contiens un portail à trois voussures surmontées d'un archivolte formé de deux tores adossés. Le portail est également décoré d'une frise chapiteau, sculptée de croix fleuronnées et de mouchettes.

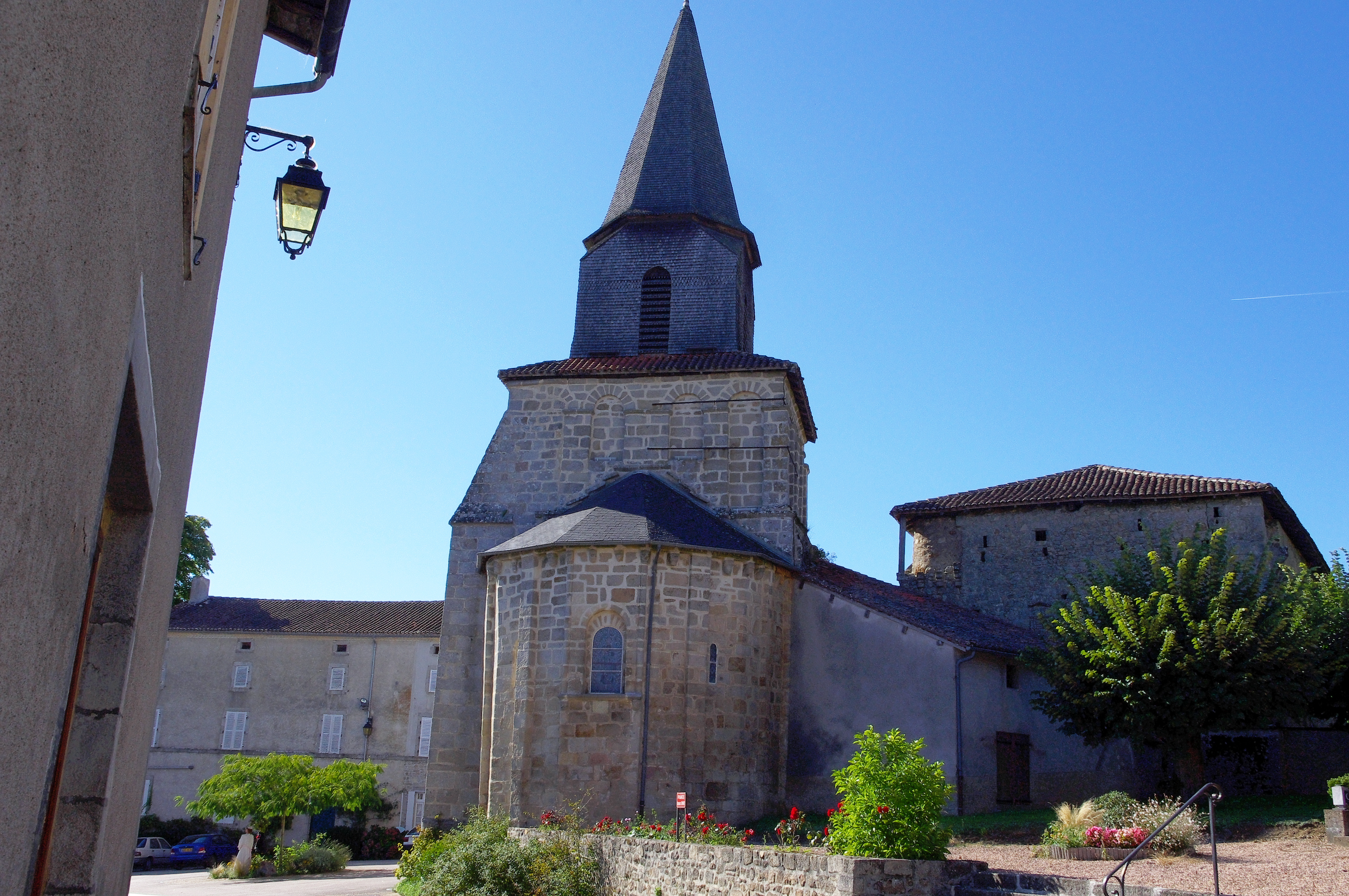
Façade est.
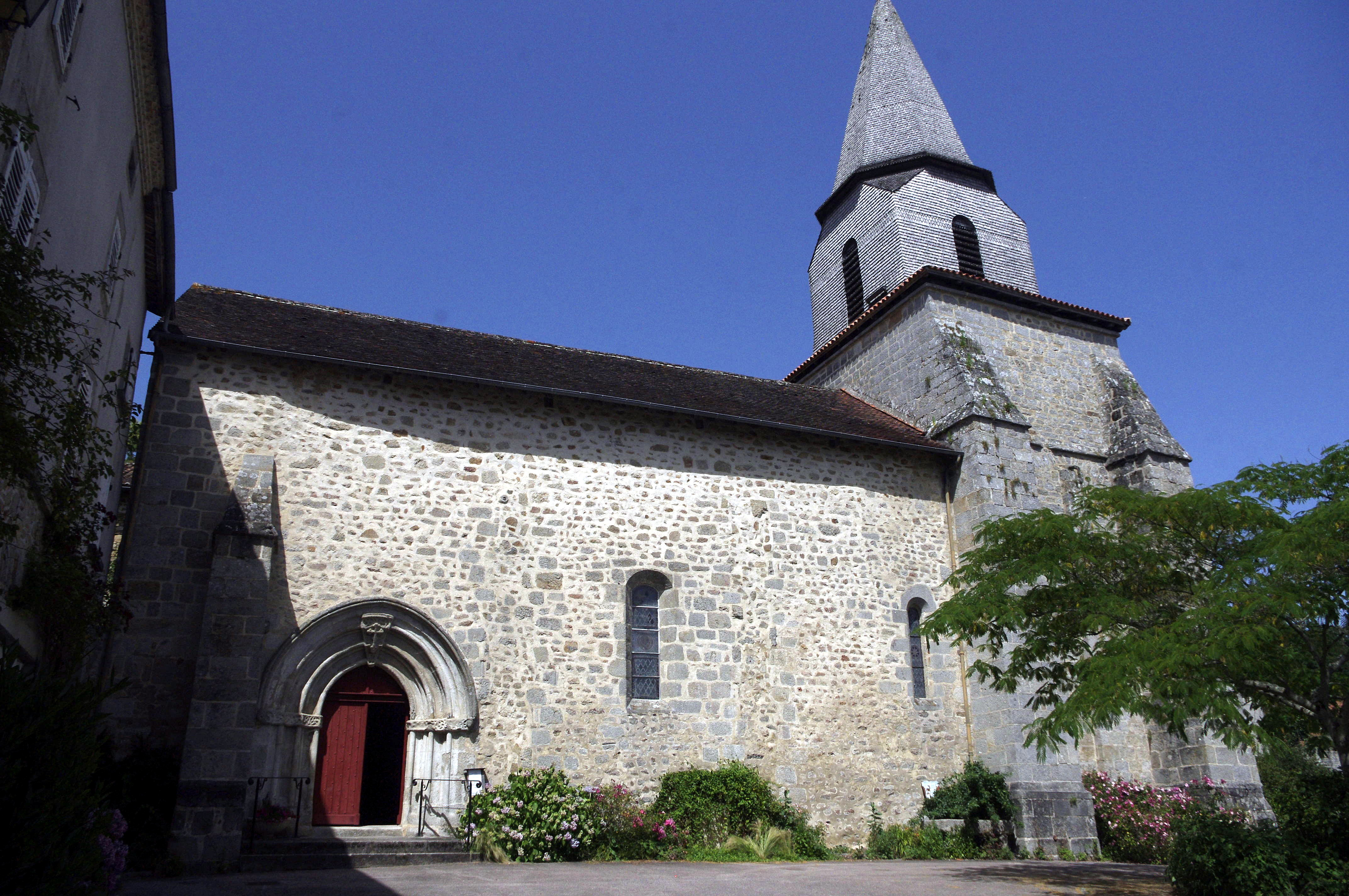
Façade sud avec entré.

À l'intérieur, la nef unique, large de 7,50 m, autrefois composée de quatre travées avec un plafond en bois, a été réarrangée. À extrémité nord, se trouve une chapelle dédiée à la Sainte Vierge, intégrée dans le mur. Le chœur, moins large, possède des colonnes à base moulurée et des chapiteaux décorés de palmettes, d'entrelacs, de personnages et d'animaux.
L'abside semi-circulaire, encadrée par quatre colonnes, abrite cinq compartiments sous arcades en plein cintre. Sur une paroi, un écu porte les armes d'Agnès de Lambertye, épouse de François de la Faye.

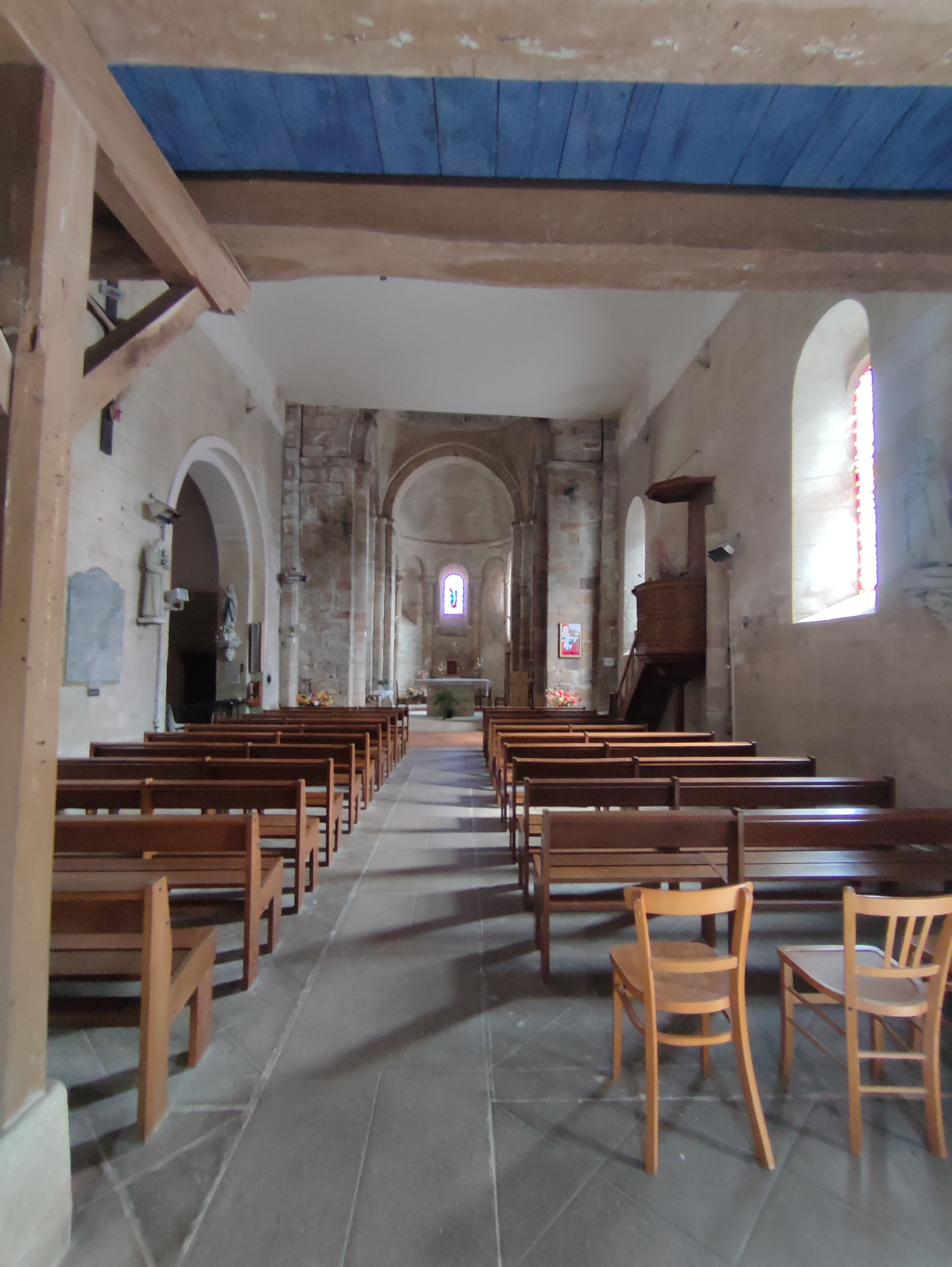
Intérieur vue depuis l'entrée
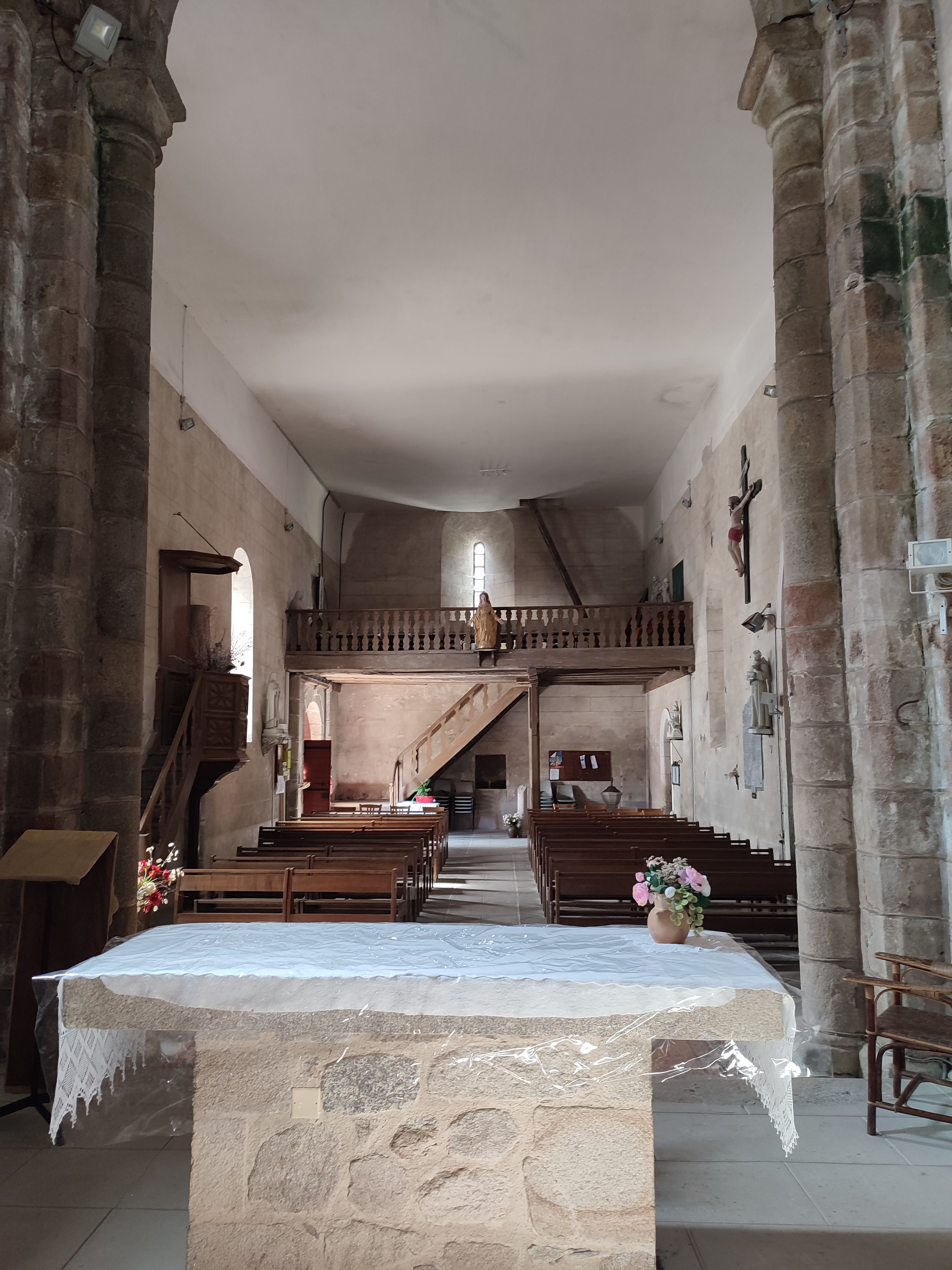
Intérieur vue depuis le chœur
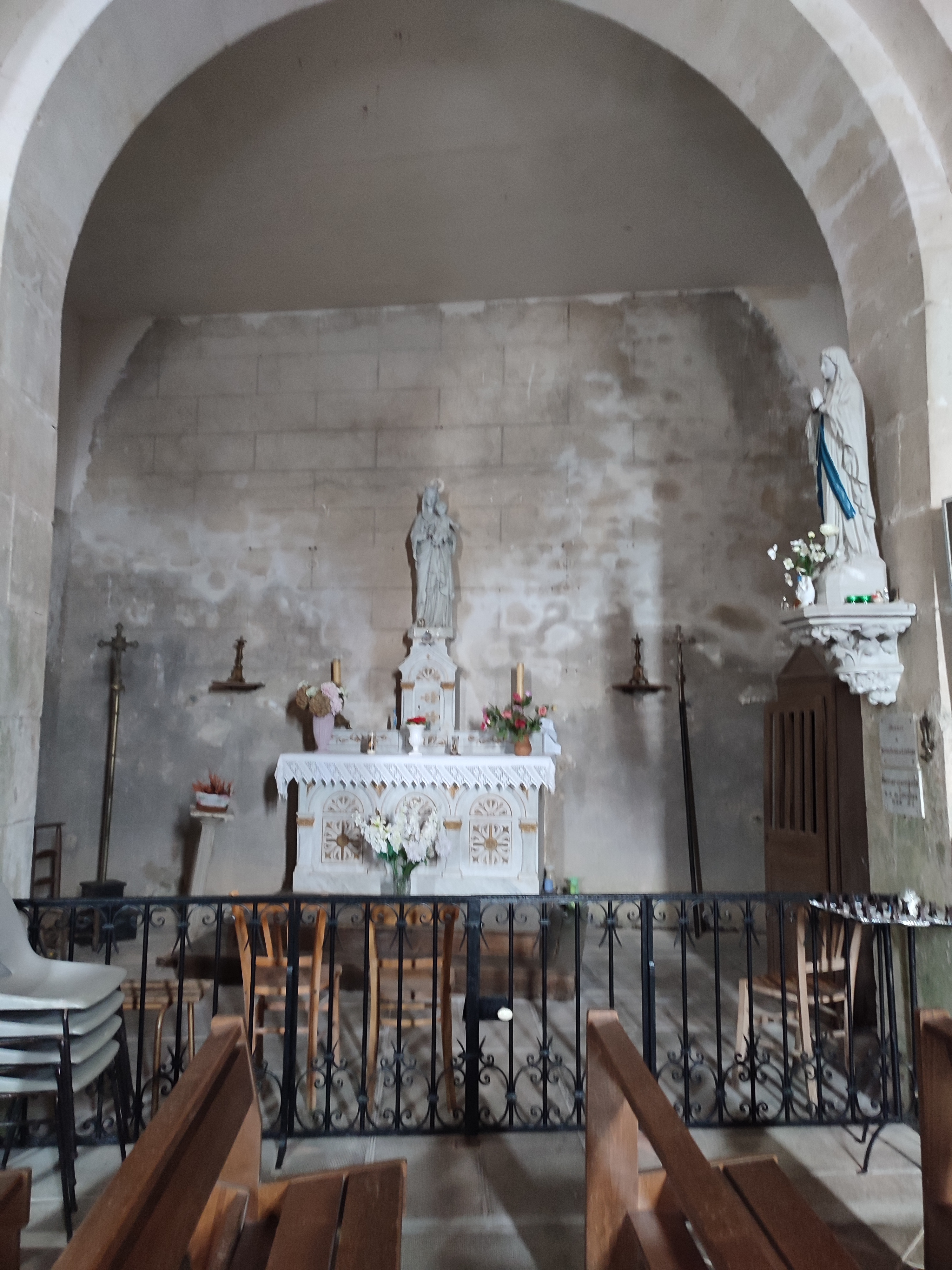
Chapelle dédiée à la sainte Vierge

La travée se trouvant juste avant l'abside est en forme de coupole. C'est elle qui porte le clocher, l'étage a été démoli et remplacé par un beffroi et une flèche en bois. La cloche porte l'inscription suivante :
SAMAN † MA † J † M † J † RO † 1572.
SAMAN est l'abréviation du nom du patron saint Amand, MA est l'abréviation de Marval. Les lettres J. M. J pourrais potentiellement être les initiales de Jésus, Marie, Joseph. Enfin, RO pourrais signifier Robert ou Robertie, château attenant à l'église,.

## Mobilier
L'église contient 8 objets classés monument historique.
| Photo | Nom                                       | Création                  | Mesures | Matériaux                                      | Notice     | Date de protection |
| ----- | ----------------------------------------- | ------------------------- | --- | ---------------------------------------------- | ---------- | ------------------ |
|       | Statue : Vierge à l'Enfant                | XVIIe siècle              | Hauteur : 92 cm | Bois : taillé, ciré                            | PM87001138 | 15 février 1980    |
|       | Statue : Immaculée Conception             | XIXe siècle               | Hauteur : 105 cm | Bois : taillé, peint, doré                     | PM87001140 | 15 février 1980    |
|       | Vaisselier servant de meuble de sacristie | XVIIIe siècle             | Hauteur : 175 cm Largeur : 170 cm Travée centrale : Largeur : 66,5 cm Travées latérales : Largeur : 44 cm                      | Bois : taillé                                  | PM87001141 | 15 février 1980    |
|       | Chaire à prêcher                          | XVIIe siècle              | Cuve : Hauteur : 102 cm Dorsal : Hauteur : 141 cm Largeur : 91 cm Culot : Hauteur : 42 cm Colonne : Hauteur : 135 cm           | Bois : taillé, peint, faux bois                | PM87001142 | 15 février 1980    |
|       | Ciboire                                   | Entre 1819 et 1838        | Hauteur : 19,5 cm (14,3 cm sans le couvercle) Pied : Diamètre : 9,3 cm Coupe : Fiamètre : 7,8 cm Couvercle : Diamètre : 8,2 cm | Argent : doré ; Métal : argenté, ciselé, gravé | PM87001429 | 18 avril 2000      |
|       | Statue : saint Sébastien                  | XVIe siècle               | Hauteur : 91 cm | Bois : taillé                                  | PM87001137 | 25 avril 1977      |
|       | Croix : Christ en croix                   | XVIIe siècle              | Christ : Hauteur : 125 cm Largeur : 120 cm Croix : Hauteur : 240 cm Largeur : 155 cm                                           | Bois : taillé, peint                           | PM87001139 | 15 février 1980    |
|       | Clochette d'autel                         | XVe siècle ou XVIe siècle | Hauteur : 29 cm Diamètre : 14 cm Manche : Hauteur : 11,5 cm                                                                    | Bronze : fondu                                 | PM87001143 | 15 février 1980    |